# Anju (thành phố)
Anju (tiếng Hàn: 안주; phát âm tiếng Hàn Quốc: [an.dzu]) Hán Việt:An Châu) là một thành phố thuộc tỉnh P'yŏngan Nam, Triều Tiên. Thành phố nằm bên Sông Chongchon và sông Kumchon. Thành phố có diện tích 359 km², dân số năm 2008 là 240.117 người.

## Phân cấp hành chính
được chia thành 20 tong (khu phố) và 22 ri (làng):
| - Chŏnsan-dong (전산동) - Kubong-dong (구봉동) - Namch'ŏn-dong (남천동) - Namp'yŏng-dong (남평동) - Namhŭng-dong (남흥동) - Tŏksŏng-dong (덕성동) - Toksan-dong (독산동) - Tŭngbangsan-dong (등방산동) - Ryongyŏn-dong (룡연동) - Munbong-dong (문봉동) - Misang-dong (미상동) - Songam-dong (송암동) - Sinwŏn-dong (신원동) - Yŏkchŏn-dong (역전동) - Wŏnhŭng-dong (원흥동) - Ch'angsong-dong (창송동) - Ch'ŏngsong-dong (청송동) - Ch'ŏngch'ŏn'gang-dong (청천강동) - Ch'ilsŏng-dong (칠성동) - P'ungyŏn-dong (풍년동) - Changch'ŏl-li (장천리) | - Chunghŭng-ri (중흥리) - Kuryong-ri (구룡리) - Namch'il-li (남칠리) - Pallyong-ri (반룡리) - P'yŏngryul-li (평률리) - Ripsŏng-ri (립석리) - Ryongbong-ri (룡복리) - Ryongdam-ri (룡담리) - Ryonggye-ri (룡계리) - Ryonghŭng-ri (룡흥리) - Ryonghwa-ri (룡화리) - Ryongjŏl-li (룡전리) - Sangsŏ-ri (상서리) - Sinhŭng-ri (신흥리) - Songdo-ri (송도리) - Songhang-ri (송학리) - Sŏnhŭng-ri (선흥리) - Unhang-ri (운학리) - Unsong-ri (운송리) - Wŏnp'ung-ri (원풍리) - Yŏnp'ung-ri (연풍리) |

## Khí hậu
| Dữ liệu khí hậu của Anju, South Pyongan (1991–2020) | Dữ liệu khí hậu của Anju, South Pyongan (1991–2020) | Dữ liệu khí hậu của Anju, South Pyongan (1991–2020) | Dữ liệu khí hậu của Anju, South Pyongan (1991–2020) | Dữ liệu khí hậu của Anju, South Pyongan (1991–2020) | Dữ liệu khí hậu của Anju, South Pyongan (1991–2020) | Dữ liệu khí hậu của Anju, South Pyongan (1991–2020) | Dữ liệu khí hậu của Anju, South Pyongan (1991–2020) | Dữ liệu khí hậu của Anju, South Pyongan (1991–2020) | Dữ liệu khí hậu của Anju, South Pyongan (1991–2020) | Dữ liệu khí hậu của Anju, South Pyongan (1991–2020) | Dữ liệu khí hậu của Anju, South Pyongan (1991–2020) | Dữ liệu khí hậu của Anju, South Pyongan (1991–2020) | Dữ liệu khí hậu của Anju, South Pyongan (1991–2020) |
| Tháng                                               | 1                                                   | 2                                                   | 3                                                   | 4                                                   | 5                                                   | 6                                                   | 7                                                   | 8                                                   | 9                                                   | 10                                                  | 11                                                  | 12                                                  | Năm                                                 |
| --------------------------------------------------- | --------------------------------------------------- | --------------------------------------------------- | --------------------------------------------------- | --------------------------------------------------- | --------------------------------------------------- | --------------------------------------------------- | --------------------------------------------------- | --------------------------------------------------- | --------------------------------------------------- | --------------------------------------------------- | --------------------------------------------------- | --------------------------------------------------- | --------------------------------------------------- |
| Trung bình ngày tối đa °C (°F)                      | −1.1 (30.0)                                         | 2.4 (36.3)                                          | 8.8 (47.8)                                          | 16.4 (61.5)                                         | 22.2 (72.0)                                         | 26.3 (79.3)                                         | 28.3 (82.9)                                         | 29.1 (84.4)                                         | 25.4 (77.7)                                         | 18.5 (65.3)                                         | 9.0 (48.2)                                          | 0.5 (32.9)                                          | 15.5 (59.9)                                         |
| Trung bình ngày °C (°F)                             | −6.5 (20.3)                                         | −2.9 (26.8)                                         | 3.2 (37.8)                                          | 10.3 (50.5)                                         | 16.3 (61.3)                                         | 21.1 (70.0)                                         | 24.2 (75.6)                                         | 24.5 (76.1)                                         | 19.4 (66.9)                                         | 12.1 (53.8)                                         | 3.9 (39.0)                                          | −4.1 (24.6)                                         | 10.1 (50.2)                                         |
| Tối thiểu trung bình ngày °C (°F)                   | −11.5 (11.3)                                        | −7.7 (18.1)                                         | −1.5 (29.3)                                         | 4.6 (40.3)                                          | 10.8 (51.4)                                         | 16.5 (61.7)                                         | 20.7 (69.3)                                         | 20.7 (69.3)                                         | 14.5 (58.1)                                         | 6.6 (43.9)                                          | −0.6 (30.9)                                         | −8.2 (17.2)                                         | 5.4 (41.7)                                          |
| Lượng Giáng thủy trung bình mm (inches)             | 7.8 (0.31)                                          | 15.2 (0.60)                                         | 20.9 (0.82)                                         | 48.8 (1.92)                                         | 78.8 (3.10)                                         | 97.8 (3.85)                                         | 292.8 (11.53)                                       | 243.8 (9.60)                                        | 100.3 (3.95)                                        | 50.1 (1.97)                                         | 46.0 (1.81)                                         | 15.4 (0.61)                                         | 1.017,7 (40.07)                                     |
| Số ngày giáng thủy trung bình (≥ 0.1 mm)            | 2.9                                                 | 3.2                                                 | 3.7                                                 | 5.7                                                 | 7.5                                                 | 8.0                                                 | 12.0                                                | 10.0                                                | 6.0                                                 | 5.5                                                 | 6.4                                                 | 5.1                                                 | 76.0                                                |
| Số ngày tuyết rơi trung bình                        | 3.9                                                 | 2.7                                                 | 1.6                                                 | 0.1                                                 | 0.0                                                 | 0.0                                                 | 0.0                                                 | 0.0                                                 | 0.0                                                 | 0.1                                                 | 1.3                                                 | 4.7                                                 | 14.4                                                |
| Độ ẩm tương đối trung bình (%)                      | 70.8                                                | 67.7                                                | 67.3                                                | 66.1                                                | 70.8                                                | 76.4                                                | 82.8                                                | 82.0                                                | 76.2                                                | 72.4                                                | 72.4                                                | 71.2                                                | 73.0                                                |
| Nguồn: Korea Meteorological Administration          |                                                     |                                                     |                                                     |                                                     |                                                     |                                                     |                                                     |                                                     |                                                     |                                                     |                                                     |                                                     |                                                     |

## Kinh tế
Anju nằm gần các mỏ than anthracite lớn và có một trong những cơ sở sản xuất than lớn nhất cả nước. Các mỏ này chứa hơn 130 triệu tấn than. Namhŭng-dong là nơi có Khu liên hợp hóa chất thanh niên Namhŭng, một trong những tổ hợp hóa chất quan trọng nhất của Triều Tiên. Anju cũng có ít nhất một khách sạn mở cửa cho người nước ngoài, chủ yếu được sử dụng để phục vụ nhiều du khách hơn trong thời gian nghỉ lễ cao điểm.
Anju là nơi có Nghĩa trang liệt sĩ của Quân tình nguyện nhân dân Trung Quốc, tưởng nhớ những người đã hy sinh trong Chiến tranh Triều Tiên.

## Giao thông
Anju-si được phục vụ bởi một số nhà ga trên tuyến P'yŏngŭi và Kaech'ŏn của Korean State Railway.
Anju có hệ thống xe điện chở khách với một tuyến đến ga Sinanju Chongnyon. Trước đây, nơi này có một tuyến khác đến Khu phức hợp Hóa chất Thanh niên Namhung vòng quanh toàn bộ khu phức hợp đã đóng cửa vào khoảng năm 2000.